# Kristin Lysdahl
Kristin Anna Lysdahl (29 giugno 1996) è una sciatrice alpina norvegese.

## Biografia
Kristin Anna Lysdahl ha esordito in una gara valida ai fini del punteggio FIS il 1º dicembre 2011 a Geilo, classificandosi 22ª in slalom speciale. Il 3 dicembre 2010 ha debuttato in Coppa Europa, a Hemsedal in slalom gigante, classificandosi 28ª. Il 3 febbraio 2016 ha ottenuto il suo primo podio in Coppa Europa classificandosi 3ª nella discesa libera di Davos. Ha esordito in Coppa del Mondo il 27 dicembre 2016, non riuscendo a qualificarsi per la seconda manche dello slalom gigante di Semmering, e ai Campionati mondiali a Sankt Moritz 2017, dove si è classificata 24ª nella discesa libera, 27ª nel supergigante, 23ª nello slalom gigante e 17ª nella combinata.
Ai XXIII Giochi olimpici invernali di Pyeongchang 2018, sua prima presenza olimpica, ha vinto la medaglia di bronzo nella gara a squadre e si è classificata 18ª nello slalom gigante e 25ª nello slalom speciale; l'anno dopo ai Mondiali di Åre 2019 è stata 20ª nello slalom gigante, 5ª nella gara a squadre e non ha completato lo slalom speciale, mentre a quelli di Cortina d'Ampezzo 2021 ha vinto la medaglia d'oro nella gara a squadre (partecipando come riserva), si è classificata 16ª nello slalom gigante, 7ª nello slalom speciale e non si è qualificata per la finale nello slalom parallelo. Nello stesso anno ha ottenuto il primo podio in Coppa del Mondo, concludendo 3ª lo slalom parallelo di Lech/Zürs del 13 novembre vinto dalla slovena Andreja Slokar; ai Mondiali di Courchevel/Méribel 2023 ha vinto la medaglia d'argento nella gara a squadre e si è classificata 19ª nello slalom speciale e 13ª nel parallelo.

## Palmarès

### Olimpiadi
- 1 medaglia:
  - 1 bronzo (gara a squadre a Pyeongchang 2018)

### Mondiali
- 2 medaglie:
  - 1 oro (gara a squadre a Cortina d'Ampezzo 2021)
  - 1 argento (gara a squadre a Courchevel/Méribel 2023)

### Mondiali juniores
- 1 medaglia:
  - 1 bronzo (gara a squadre a Sočil/Roza Chutor 2016)

### Coppa del Mondo
- Miglior piazzamento in classifica generale: 20ª nel 2019
- 1 podio:
  - 1 terzo posto

#### Coppa del Mondo - gare a squadre
- 1 podio:
  - 1 vittoria

### Coppa Europa
- Miglior piazzamento in classifica generale: 2ª nel 2017
- Vincitrice della classifica di slalom gigante nel 2017
- 15 podi:
  - 3 vittorie
  - 3 secondi posti
  - 9 terzi posti

#### Coppa Europa - vittorie
| Data            | Località             | Paese    | Specialità |
| --------------- | -------------------- | -------- | ---------- |
| 11 marzo 2016   | Saalbach-Hinterglemm | Austria  | DH         |
| 4 dicembre 2016 | Trysil               | Norvegia | GS         |
| 2 febbraio 2017 | Châtel               | Francia  | GS         |

Legenda:

DH = discesa libera

GS = slalom gigante

### South American Cup
- Miglior piazzamento in classifica generale: 21ª nel 2019
- 1 podio:
  - 1 vittoria

#### South American Cup - vittorie
| Data             | Località | Paese | Specialità |
| ---------------- | -------- | ----- | ---------- |
| 2 settembre 2018 | La Parva | Cile  | SL         |

Legenda:

SL = slalom speciale

### Australia New Zealand Cup
- Miglior piazzamento in classifica generale: 10ª nel 2018
- 2 podi:
  - 2 secondi posti

### Campionati norvegesi
- 11 medaglie[1]:
  - 3 ori (combinata nel 2017; slalom speciale nel 2019; slalom speciale nel 2024)
  - 6 argenti (supergigante, slalom gigante nel 2017; slalom gigante nel 2024; supergigante, slalom gigante, slalom speciale nel 2025)
  - 2 bronzi (discesa libera nel 2015; discesa libera nel 2017)